# Bernard Unabali
Bernard Unabali (ur. 5 maja 1957 w Bolioko, zm. 10 sierpnia 2019 w Manili) – papuański duchowny rzymskokatolicki, w latach 2009–2019 biskup Bougainville.

## Życiorys
Święcenia kapłańskie przyjął 14 grudnia 1985. Inkardynowany do diecezji Bougainville, był m.in. wykładowcą diecezjalnego seminarium, wikariuszem generalnym oraz dyrektorem kilku diecezjalnych organizacji.
1 czerwca 2006 został mianowany biskupem pomocniczym Bougainville ze stolicą tytularną Cuicul. Sakry biskupiej udzielił mu 6 września 2006 ówczesny biskup Bougainville, Henk Kronenberg.
15 grudnia 2009 ogłoszono jego nominację na następcę bp. Kronenberga na stolicy w Bougainville.
Zmarł w szpitalu w Manili 10 sierpnia 2019.